# Charles Front
Charles Front es un ilustrador británico, conocido por crear en 1965 la tipografía de la portada del álbum Rubber Soul de The Beatles.

## Trayectoria profesional
Tras finalizar sus estudios de Arte, Front trabajó inicialmente en publicidad en la década de 1960. Luego pasó a la ilustración en la industria editorial. En 1965 fue reclutado por el fotógrafo Robert Freeman para diseñar la tipografía del álbum Rubber Soul de The Beatles. Para ello creó letras en forma de gota, según palabras del propio Front "Si tocas un árbol de caucho, obtienes una especie de glóbulo, así que comencé a pensar en crear una forma que representara eso, comenzando de forma estrecha y llenándose", Este tipo de letra se convirtió en un recurso muy utilizado dentro de la cultura flower power de la época.
Posteriormente, Front enseñó arte e ilustración en el Barking College of Technology y se desempeñó como ilustrador de libros, con títulos como A Child's Bible, Never Say Macbeth, The Great White Whale, The Little Dressmaker y Carbonel and Calidor. También trabajó para la BBC en la serie infantil Jackanory. Uno de sus estudiantes fue el artista y animador de efectos especiales Alan Friswell, quien actualmente es el restaurador oficial de la Fundación Ray & Diana Harryhausen. Friswell acredita a Front como un maestro inspirador e influencia en su trabajo.
Fue editor artístico de MANNA, la revista del movimiento reformista judío. Es padre de la actriz Rebecca Front. En 2007, los bocetos originales de las letras de Rubber Soul fueron subastados por la casa Bonhams, con un precio de salida inicial de 10.000 libras esterlinas, después de que permaneciera en un cajón del ático de Front durante 42 años.